# Cinco de Mayo
 Ikke at forveksles med den mexikanske uafhængighedsdag, som fejres den 16. september
Cinco de Mayo ("Femte Maj") er en mærkedag som afholdes den 5. maj. Den afholdes regionalt i Mexico, hovedsagelig i staten Puebla, hvor dagen kaldes El Dia de la Batalla de Puebla ("Dagen for Slaget ved Puebla") og markerer dagen for den mexicanske hærs sejr over franske styrker under Slaget ved Puebla den 5. maj 1862, under ledelse af general Ignacio Zaragoza Seguín.
Derudover markeres dagen også i USA, hvor den tjener som en fejring af mexicansk kulturarv og forbrødringen af USA og Mexico i årene efter den Amerikanske Borgerkrig.
I modsætning til en udbredt opfattelse, så er Cinco de Mayo ikke den mexikanske uafhængighedsdag, den vigtigste nationalpatriotiske helligdag i Mexico.